# Flagge Nigerias
Die Flagge Nigerias wurde am 1. Oktober 1960 offiziell eingeführt.

## Farben
| System                      | Grün     | Weiß        |
| --------------------------- | -------- | ----------- |
| RGB                         | 0-135-81 | 255-255-255 |
| Hexadezimale Farbdefinition | #008751  | #FFFFFF     |

## Geschichte

Kolonialflagge Nigerias (1952–1960)

Kolonialflagge Nigerias (1914–1952)

Zur Schaffung einer Nationalflagge wurde im Jahre 1958 eine Kommission unter Vorsitz des Innenministers eingerichtet, die Richtlinien für eine Flagge herausgab, die ganz schlicht sein sollte.
Die Flagge ging als erster Platz aus einem Wettbewerb hervor, zu dem 2870 Vorschläge eingereicht wurden.
Der Entwurf stammte von dem einheimischen Ingenieurstudenten Taiwo Akinkunmi aus Ibadan, der während eines Fluges über seinem grünen Heimatland beeindruckt war. Er erhielt für den Entwurf eine Prämie von 100 Pfund.
Ursprünglich hatte Akinkunmi noch eine rote strahlende Sonne in der Mitte vorgeschlagen, diese wurde aber von dem Auswahlkomitee wieder entfernt.
Die Farben haben folgende Bedeutung:
- Grün steht für die Landwirtschaft, das wirtschaftliche Rückgrat des Landes.
- Weiß repräsentiert Frieden und Einheit.

## Andere Staatsflaggen

1:2  Handelsflagge
1:2  Dienstflagge zur See
1:2  Seekriegsflagge
1:2   Ehemalige Seekriegsflagge
Flagge der Streitkräfte

## Separatistische Bewegungen
Zwischen 1967 und 1970 bestand die Republik Biafra, die ihre Unabhängigkeit von Nigeria erklärte. Wenige Tage bestand 1967 die Republik Benin.

1:2   Flagge Biafras (1967–1970)
Flagge der Republik Benin (September 1967)